# 长沙市城北堂
长沙市城北堂，原名中华基督教会永仁堂，是中国湖南省长沙市的一座古老教堂，湖南省最大的基督教堂，位于开福区外湘春街80号。
该堂由英国伦敦会开辟于1902年，1912年移交给美北长老会。1917年重建。这座教堂采用中国传统的庑殿顶和歇山顶，可容纳700多人。
1947年，中华基督教会湖南大会在此成立。1958年实行联合礼拜后，永仁堂得以部分保留，部分房屋改为天主教、基督教神职人员的劳动场地。1966年文化大革命开始，教堂完全关闭，改为仓库。1980年恢复开放，为长沙市基督教两会所在地。 
2002年5月，永仁堂被列为湖南省文物保护单位。 